# Осада Якутска (1634)
Осада Якутска (также Осада Якутского острога, Якутская осада) — сражение произошедшее в 1634 году, одно из ключевых событий в истории освоения Сибири, Дальнего Востока и Якутии.

## Предыстория
Якутский острог (первоначальное укреплённое поселение) был основан в 1632году отрядом мангазейских казаков под руководством Петра Бекетова на правом берегу реки Лены. Это был важный опорный пункт для дальнейшего продвижения российских землепроходцев на Северо-Восток Сибири. Однако некоторые местные якутские племена, в частности кангаласцы, недовольные сбором ясака и усилением российского присутствия, начали сопротивление.

## Ход осады
Острог был построен в зоне весенних паводков, что делало его уязвимым. Якутские роды (намцы, кангаласцы, бетунцы) сопротивлялись произволу сборщиков ясака и конфликтомвали с российскими отрядами. Восстание возглавил намский тойон (князец) Мымак, объединивший до 200 воинов из разных улусов.
В январе 1634 года якутские отряды осадили острог. Казаки, в половину отряда (47 человек), под командованием Ивана Алексеевича Галкина предприняли вылазку, но понесли потери и отступили. Осада продолжалась до конца февраля. Казаки страдали от голода, но удерживали позиции благодаря огнестрельному оружию (пищали, пушка).
Несмотря на критическое положение гарнизона, якуты внезапно отступили. Причины этому вероятно стал внутренние разногласия среди якутских родов, либо подход российских подкреплений.

## Последствия
После поражения восстания, якутские князцы постепенно признали власть Москвы. В 1638 году было создано Якутское воеводство, что упорядочило управление регионом. В 1643 годy острог перенесли на левый берег Лены (нынешний Якутск) из-за неудобного расположения. Часть князцов (как например, Легей) полностью перешла на сторону россиян, способствуя мирной колонизации.
Осада 1634 года показала, что, несмотря на сопротивление, российские землепроходцы смогли закрепиться в Якутии. Это событие стало этапом в процессе включения региона в состав России, открыв путь для дальнейшей экспансии на восток — к Охотскому морю и Камчаткe.